# Sissal
Sissal Jóhanna Norðberg Niclasen, conocida artísticamente como Sissal o Sissal Jo (Tórshavn, 14 de marzo de 1995), es una cantante feroesa. En 2025, fue seleccionada para representar a Dinamarca en la 69.ª edición del Festival de la Canción de Eurovisión.

## Biografía
Sissal proviene de Tórshavn, la capital de las Islas Feroe, y es hija de la artista feroesa Mikkalina Norðberg. Tiene dos hijas,una de ellas llamada Mikkalina. En 2020, se trasladó a Copenhague,donde estudia y actualmente vive. Para ella, la cantante noruega Dagny es su inspiración musical, así como la cantante sueca Robyn.
En 2005, con la canción titulada "Summarið er komið" ganó el concurso anual de música infantil de las Islas Feroe Nósa Barnaprix. En 2010, también ganó el concurso anual de las Islas Feroe Ársins Songrødd (en español: La voz del año).
El 6 de febrero de 2025, la emisora danesa DR anunció que Sissal, con la canción titulada "Hallucination", había sido seleccionada para participar en el Dansk Melodi Grand Prix 2025, el certamen que sirve para seleccionar al representante de Dinamarca en el Festival de la Canción de Eurovisión. El 1 de marzo de 2025, ganó la final del concurso, lo que le otorgó el derecho de representar al país en la competición europea celebrada en Basilea (Suiza). Esto la convierte en la segunda feroesa en participar en el concurso, después de Reiley en 2023.

## Discografía

### Álbumes
| Año  | Datos relativos al álbum                                                                                   |
| ---- | --- |
| 2025 | Hear Me Now - Fecha de lanzamiento: 10 de enero de 2025 - Discográfica: Independiente - Formato: Streaming |

### Sencillos
| Año  | Título                                      | Álbum       |
| ---- | ------------------------------------------- | ----------- |
| 2005 | "Summarið er komið" (como Jóhanna Niclasen) | –           |
| 2016 | "Na Na Na" (como Yöhna o Jóhanna)           | –           |
| 2017 | "Anyone Better" (como Yöhna o Jóhanna)      | –           |
| 2020 | "Stop Thinking" (como Jóhanna)              | –           |
| 2020 | "Vanilla Spread" (como Jóhanna)             | –           |
| 2024 | "Deep End"                                  | Hear Me Now |
| 2024 | "Far From Sober"                            | Hear Me Now |
| 2024 | "Hear Me Now"                               | Hear Me Now |
| 2025 | "Hallucination"                             | –           |